# Ng Joo Pong
Ng Joo Pong (nascido em 19 de junho de 1946) é um ex-ciclista malaio. Representou seu país, Malásia, nos Jogos Olímpicos de Verão de 1964 e 1968, competindo nas provas de estrada e pista.